# تملس
تملس (به آلمانی: Temmels) یک شهر در آلمان است که در تریر-زاربورگ واقع شده‌است. تملس ۶۴۹ نفر جمعیت دارد.